# Camarodonta
Ordre
Les Camarodonta sont un ordre d'oursins (échinodermes), comprenant une vaste partie des oursins littoraux des zones tropicale et tempérées. 

## Systématique
Cet ordre n'est pas reconnu dans toutes les classifications, et ITIS par exemple lui préfère l'ordre des Echinoida.

## Caractéristiques
Cet ordre est défini sur la base de la forme des dents et de la lanterne d'Aristote (mâchoire) des oursins, de type dit « camarodonte ». Ce critère de classification n'est pas considéré comme valide par certains organismes de taxinomie, qui considèrent donc cet ordre comme paraphylétique ; cela empêche surtout d'y assigner des fossiles, dont la bouche est souvent absente.
Caractéristiques des espèces de l'ordre des Camarodonta d'après l'Echinoid Directory du Natural History Museum : 
- ce sont des oursins réguliers (ronds à symétrie radiale, avec la bouche au centre de la face orale et l'anus à l'opposé, au sommet de l'apex aboral) ;
- leur lanterne d'Aristote est munie de cinq dents camarodontes, avec des épiphyses qui se rejoignent au-dessus du foramen magnum ;
- leurs pores sont uniformes tout le long des méridiens, et sans phyllodes sur la face orale ;
- leurs tubercules (sur lesquels s'insèrent les radioles) sont de type non perforé[1].

Cet ordre semble être apparu au Crétacé (Aptien ou Albien).

## Liste des infra-ordres et familles
Selon World Register of Marine Species (28 octobre 2013) :
- Infra-ordre Echinidea (Kroh & Smith, 2010)
  - Famille Echinidae (Gray, 1825) -- 5 genres et 1 fossile
  - Super-famille Odontophora (Kroh & Smith, 2010)
    - Famille Echinometridae (Gray, 1855) -- 9 genres et 1 fossile
    - Famille Strongylocentrotidae (Gregory, 1900) -- 5 genres
    - Famille Toxopneustidae (Troschel, 1872) -- 8 genres et 3 fossiles

  - Famille Parechinidae (Mortensen, 1903b) -- 4 genres et 1 fossile
- Famille Parasaleniidae (Mortensen, 1903b) -- 1 genre
- Infra-ordre Temnopleuridea (Kroh & Smith, 2010)
  - Famille Temnopleuridae (A. Agassiz, 1872) -- 13 genres et 4 fossiles
  - Famille Trigonocidaridae (Mortensen, 1903b) -- 6 genres et 8 fossiles

S'y ajoutent deux genres fossiles : 
- genre Aeolopneustes Duncan & Sladen, 1882 † (Paléocène - Éocène)
- genre Porosoma Cotteau, 1856 † (Éocène - Oligocène)

Cette classification n'est pas encore totalement consensuelle dans le champ de la taxinomie, et plusieurs organismes de cladistique (comme ITIS) lui préfèrent l'ordre des Echinoida (non reconnu par WoRMS).

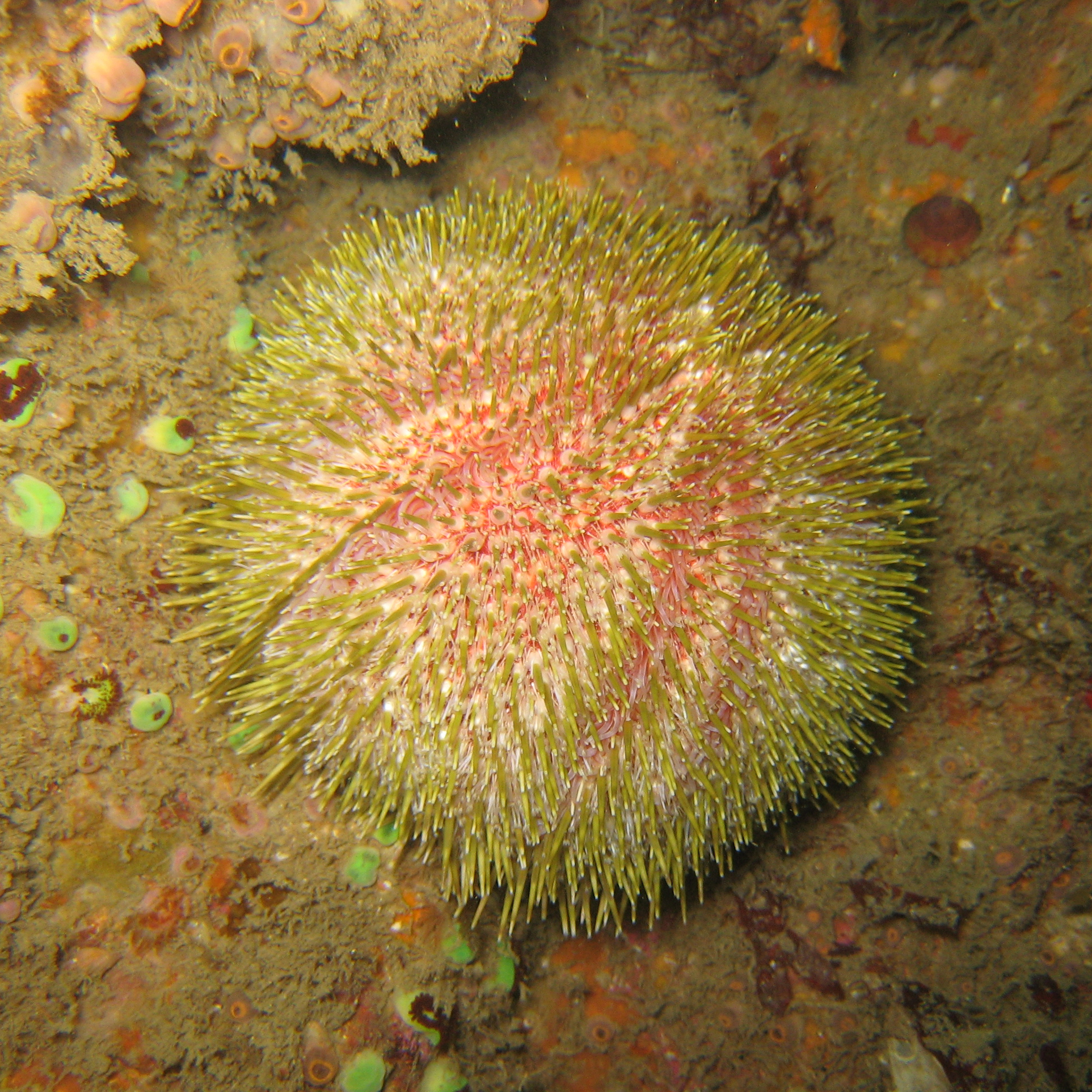
Echinus esculentus, un Echinidae.
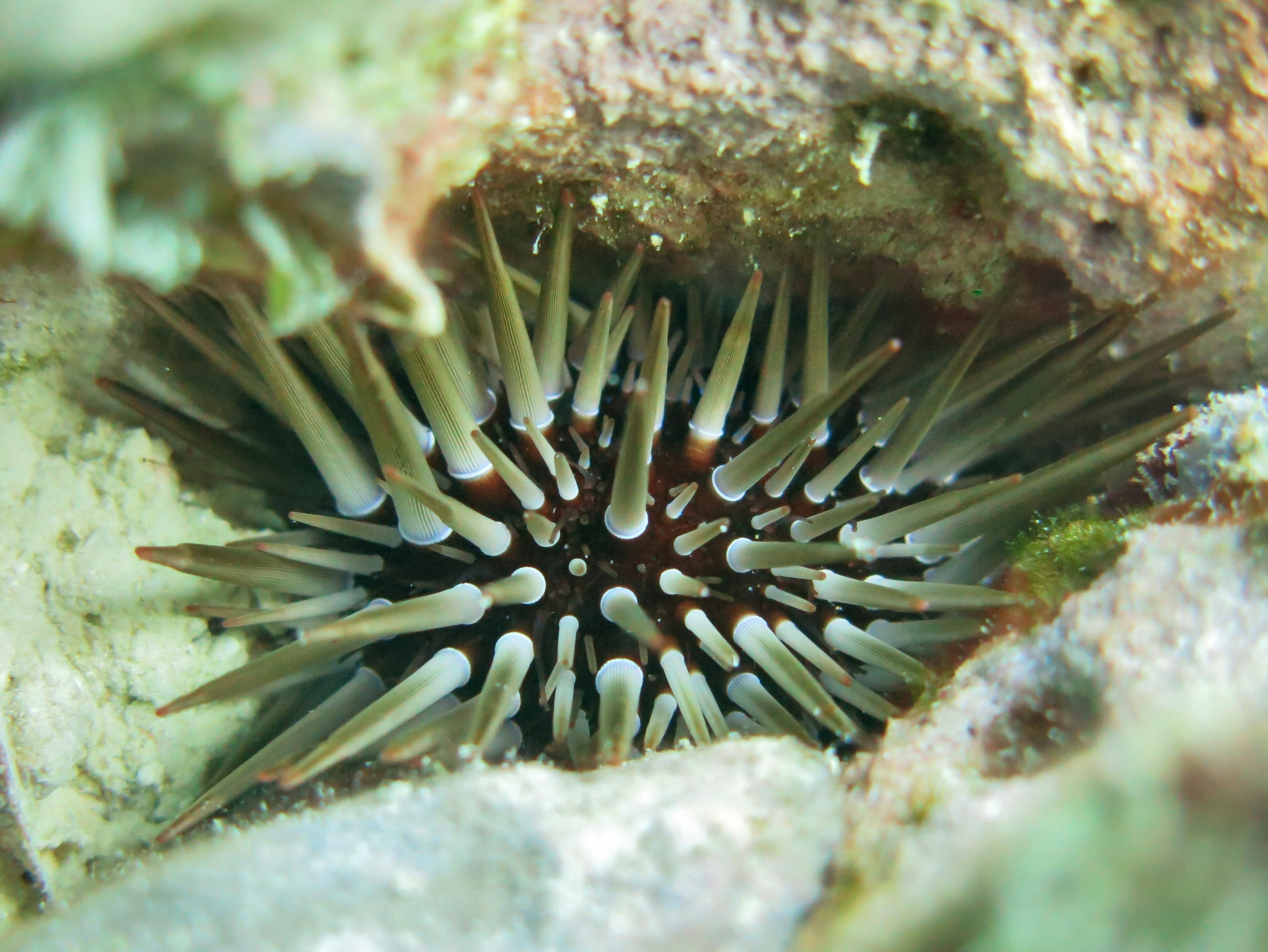
Echinometra mathaei, un Echinometridae.
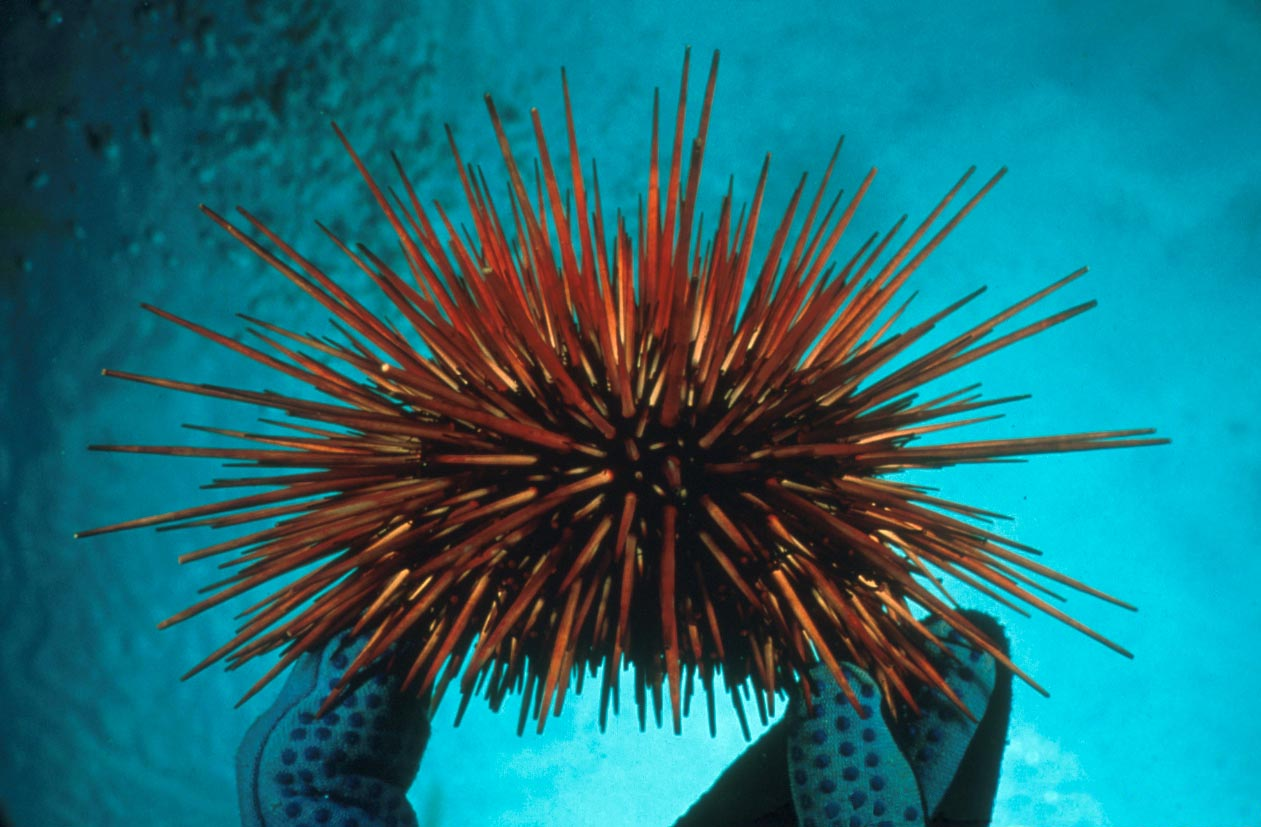
Strongylocentrotus franciscanus, un Strongylocentrotidae.
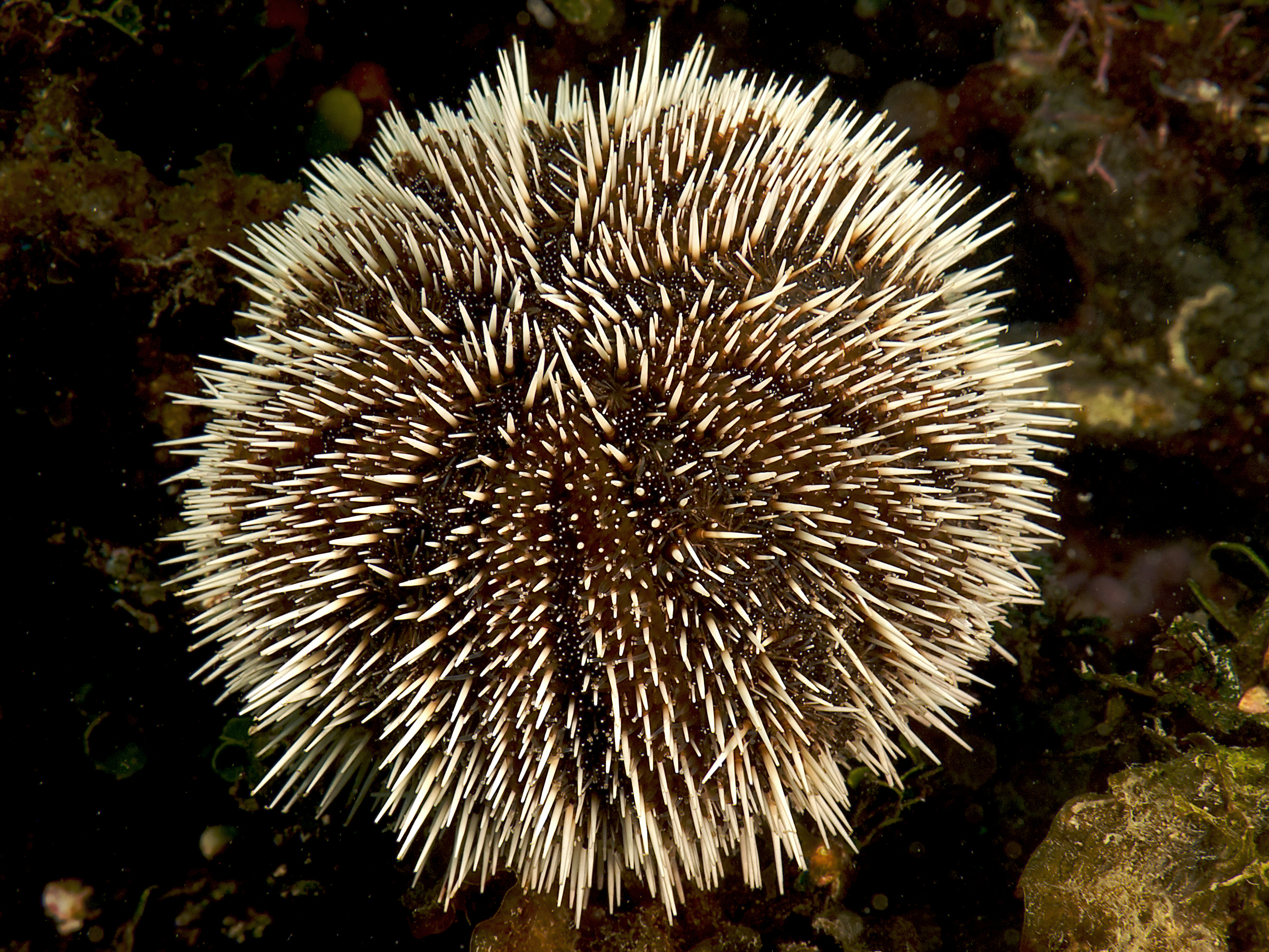
Tripneustes ventricosus, un Toxopneustidae.
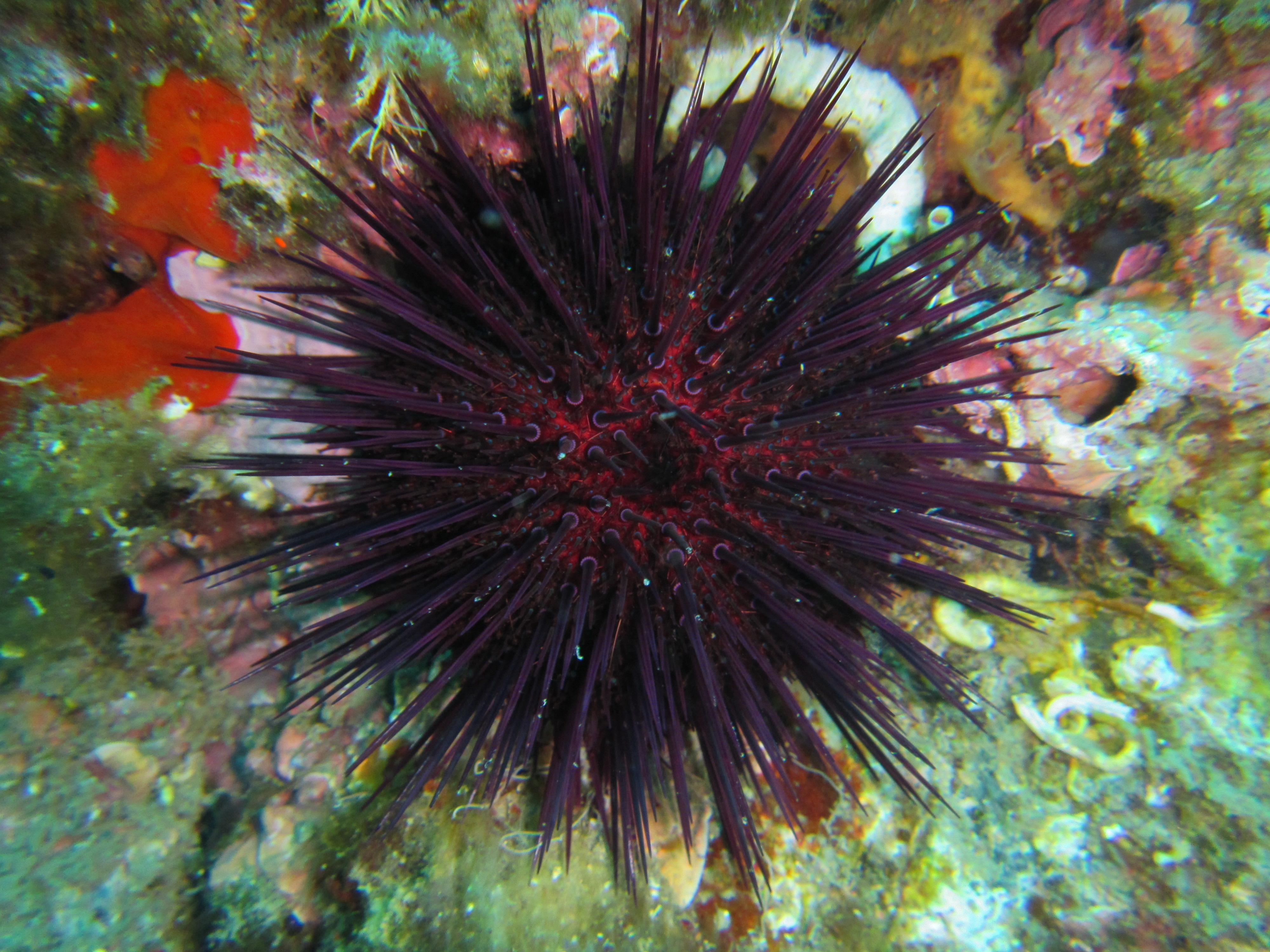
Paracentrotus lividus, un Parechinidae.
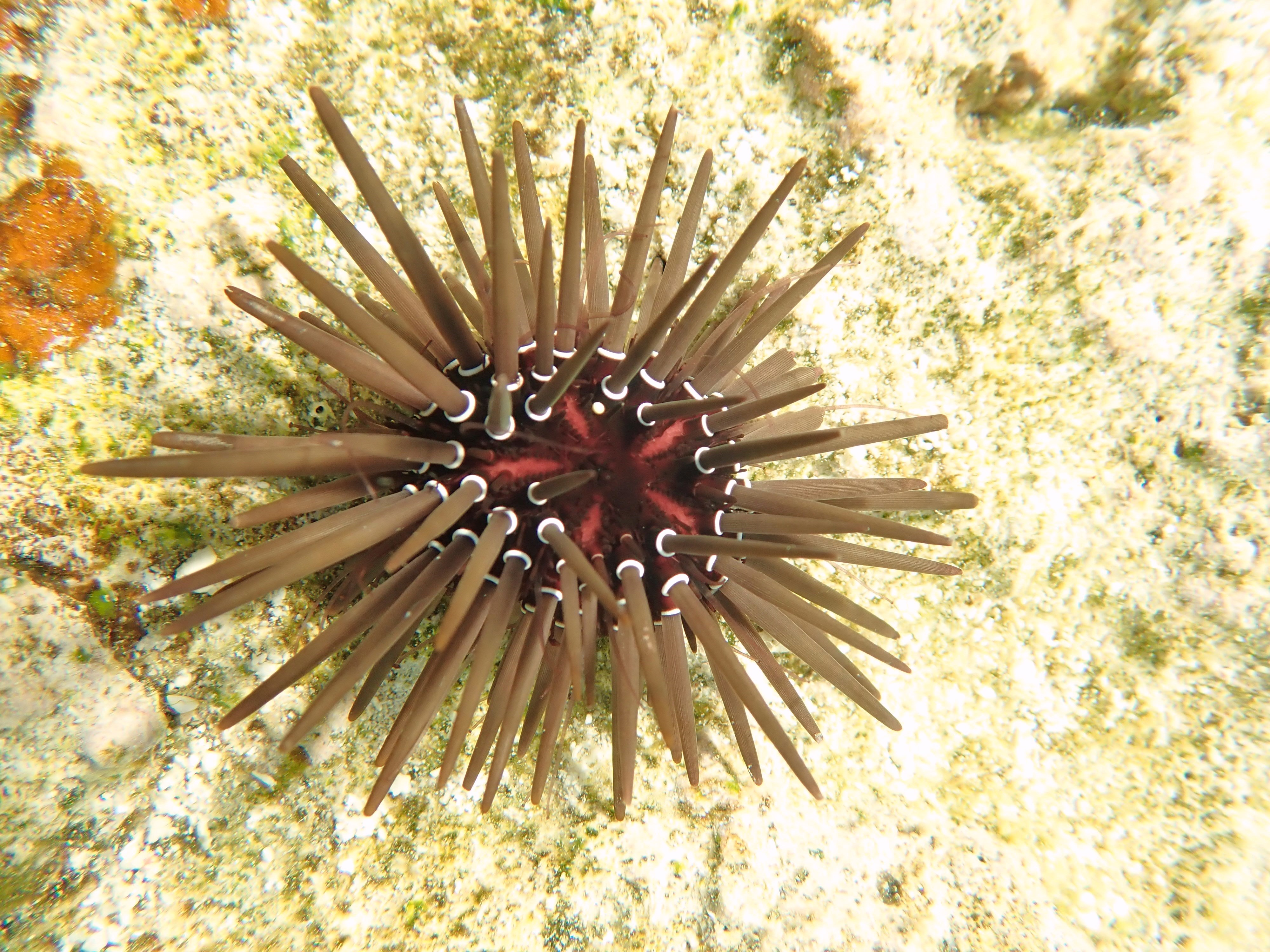
Parasalenia gratiosa, un Parasaleniidae.
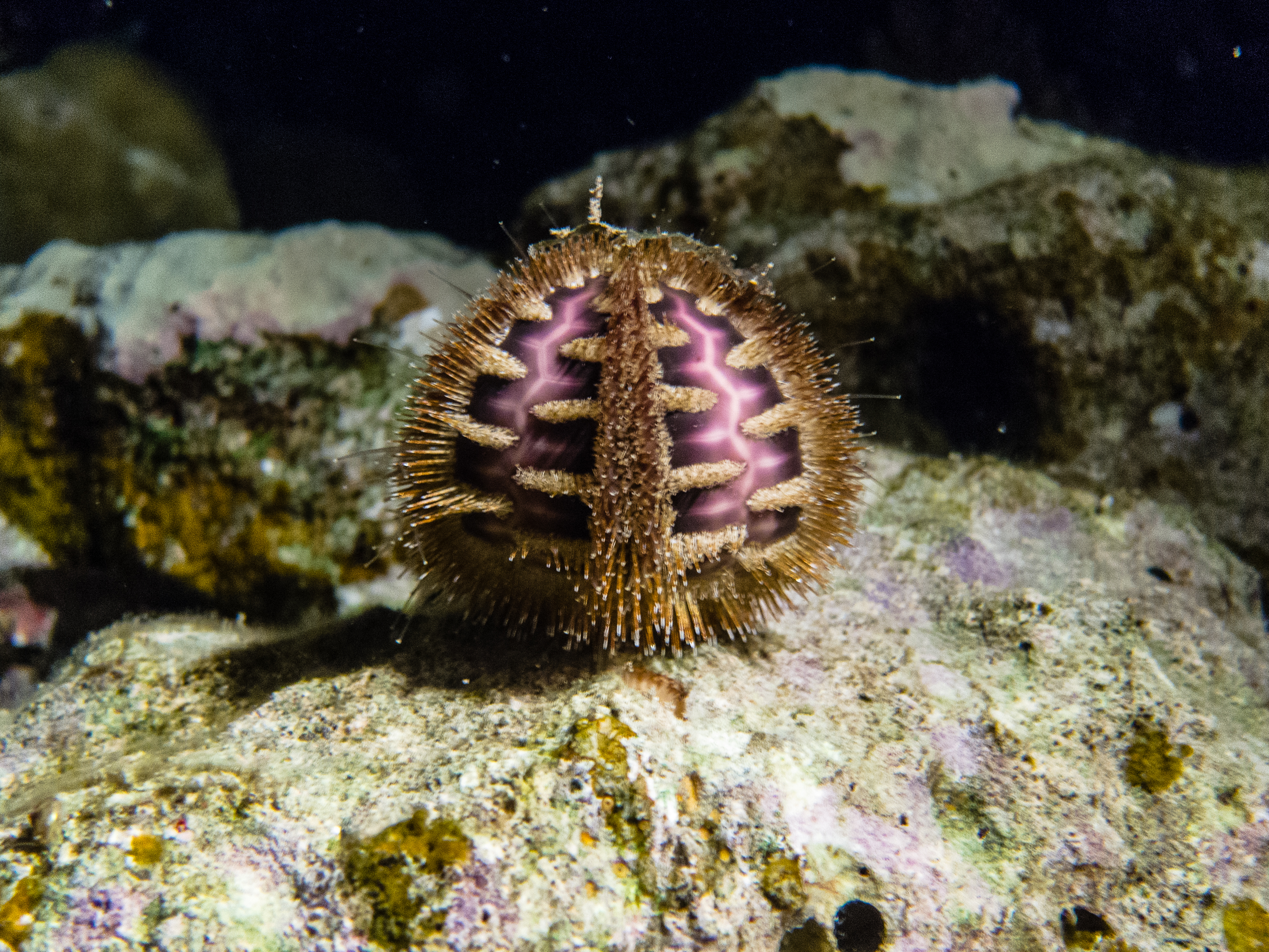
Microcyphus rousseaui, un Temnopleuridae.
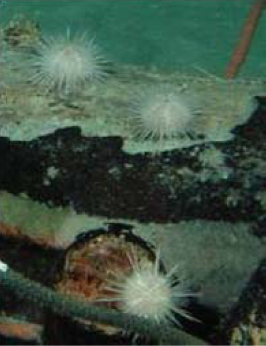
Asterechinus elegans, un Trigonocidaridae.

## Publication originale
- Robert Tracy Jackson, Phylogeny of the Echini, with a revision of Palaeozoic species (œuvre écrite), Inconnu, Boston, 1912, [lire en ligne].